# Чарлз Грибъл
Чарлз Грибъл (на английски: Charles E. Gribble; 10 ноември 1936 г., Лансинг, Мичиган, САЩ — 3 юни 2016 г.) – американски славист и българист.

## Биография
Чарлз Грибъл получава бакалавърска степен по славянски езици в Мичиганския университет (1957), а магистърска по славянски езици и литератури – в Харвардския университет (1958). Защитава докторат по славянско езикознание в Харвардския университет (1967) на тема „Linguistic Problems of the Vygoleksinskij Sbornik“ с научен ръководител проф. Хорас Лунт. По официална програма за студентски обмен специализира в Московския държавен университет (1960-61). 
Преподавател в Института по английски език на Мичиганския университет в Ан Арбър (1957-58) и в Харвардския университет (1959-61). Асистент по руски език в университета Брандис (Brandeis University) (1962-68), директор на Езиковата лаборатория там (1962-68). Асистент по славянски езици в Индианския университет (1968-75). Доцент (1975-89) и професор (1989-2000) по славянски езици в университета на Охайо. Почетен професор (2010). 
Член е на издателския съвет на списание Palaeobulgarica (издавано от БАН) (1992-). Президент на Асоциацията по българистика в САЩ (на английски: Bulgarian Studies Association) (2001-2003). 
Основател, президент и редактор в издателство Slavica Publishers (1966-97), което отпечатва над 250 книжни заглавия в областта на славистиката и над 60 книжки на четири списания. Slavica Publishers е най-голямото издателство в Западното полукълбо на научни книги и учебници в областта на славянските езици. 

## Награди
Чарлз Грибъл е носител на юбилеен медал „1300 години България“, връчен му от българското посолство в САЩ за принос в разширяването на връзките между САЩ и НРБ (1985), юбилеен медал „1100 години от смъртта на Св. Методий“ от БАН и Комитета за култура на Втория международен конгрес по българистика в София (1986), почетна мемориална грамота „Марин Дринов“ от БАН (2006). 

### Изследвания
- (ред.) Readings in the History of the Russian Language, 11th to 15th Centuries. Cambridge, MA: Schoenhof's, 1964, 128 p.
- (ред.) Studies Presented to Professor Roman Jakobson by His Students. Cambridge, MA: Slavica, 1968, 335 p.
- Russian Root List with a Sketch of Russian Word Formation. Cambridge, MA: Slavica, 1973, 56 p. Второ изд., 1982.
- (ред.) Medieval Slavic Texts, Vol. 1, Old and Middle Russian Texts. Cambridge, MA: Slavica, 1973, 320 p.
- Slovarik russkogo iazyka 18-go veka/A Short Dictionary of 18th-Century Russian. Cambridge, MA: Slavica, 1976, 103 p. (преизд. 1987).
- (ред. Заедно с Ърнест Скътън и Р. Д. Стийл) Studies in Honor of Horace G. Lunt. Part 1 (= Folia Slavica, Volume 2, Numbers 1-3), 379 p., 1978; Part 2 (= Folia Slavica, Volume 3, Numbers 1-2, 1979). Columbus, Ohio: Slavica, 1980, 255 p.
- Reading Bulgarian Through Russian. Columbus, Ohio: Slavica, 1987, 181 p.
- (отговорен редактор и автор на предговора) Alexander Lipson in memoriam. Columbus, Ohio: Slavica, 1994, 313 p.
- (отговорен редактор и автор на предговора) James Daniel Armstrong in memoriam. Columbus, Ohio: Slavica, 1994, 217 p.
- (съредактор и автор на биографичното есе) V. A. Zvegintsev in memoriam. Bloomington, Indiana: Slavica, 1999 (= International Journal of Slavic Linguistics and Poetics, XXXIX-XL (1996), 375 p.
- (съредактор заедно с Предраг Матеич) Monastic Traditions: Selected Proceedings of the Fourth International Hilandar Conference. Bloomington, Indiana: Slavica, 2004, 370 p.
- The Forms of Russian. Bloomington, Indiana: Slavica, 2012, 211 p.

### За него
- Studia Caroliensia Papers in Linguistics and Folklore in Honor of Charles E. Gribble. Edited by Robert A.Rothstein, Ernest Scatton, and Charles E. Townsend. Bloomington, IN: Slavica. 2006. (Юбилеен сборник по случай 70-годишнината на проф. Грибъл)